# Pekka Himanen
Pekka Himanen (Helsinki, 19 ottobre 1973) è un filosofo e informatico finlandese.

## Biografia
Ha studiato filosofia e informatica all'Università di Helsinki. Qui, nel 1994 ha ricevuto il Ph.D con una tesi sulla filosofia delle religioni, intitolata The challenge of Bertrand Russell ("La sfida di Bertrand Russell").
Ha svolto attività di ricerca presso l'Università di Helsinki, la Stanford University e l'University of California, Berkeley negli Stati Uniti e in Gran Bretagna, India, Cina e Giappone.
All'università di Berkeley ha diretto il Berkeley Center for the Information Society, un gruppo di ricerca istituito presso l'International Computer Science Institute; il centro è stato attivo dal 1997 fino al 2005.
Himanen è stato anche consulente del governo e del parlamento finlandese nel campo della società dell'informazione.
È stato Visiting Professor all'Oxford Internet Institute (Università di Oxford) dal settembre del 2005 al luglio del 2006.